# Turbonilla guaicurana
Turbonilla guaicurana är en snäckart som beskrevs av Strong 1949. Turbonilla guaicurana ingår i släktet Turbonilla och familjen Pyramidellidae. Inga underarter finns listade i Catalogue of Life.